# Bock a.d.H. Lachmes

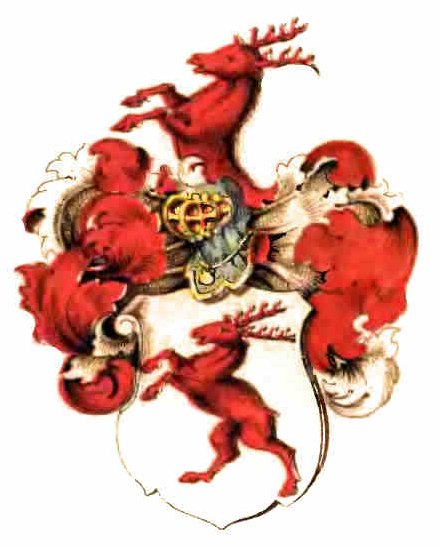
Wappen der Bock a.d.H. Lachmes
entsprechend der Matrikel in der Livländischen Ritterbank zu Riga 1747 sub 56

Bock ist der Name eines baltischen Adelsgeschlechtes, welches in der zweiten Hälfte des sechzehnten Jahrhunderts aus Niederschlesien kommend in Livland und Estland besitzlich wurde. Zweige der Familie bestehen gegenwärtig fort.
Es besteht keine Stammesverwandtschaft mit den Bock a.d.H. Suddenbach, die bereits zur Herrenmeisterzeit im Baltikum auftraten. Ebenfalls ist eine solche mit den schlesischen Bock und Polach nicht bekannt, jedoch auf Grund der gemeinsamen Heimat und der Wappenverwandtschaft auch nicht auszuschließen.

## Geschichte
Wolmar Bock, Herr auf Gröneichen im Fürstenthum Breslau zog in der zweiten Hälfte des 16. Jahrhunderts nach Livland und leistete auf schwedischer Seite Kriegsdienste gegen die Moskowiter.
Die Familie v. Bock a.d.H. Lachmes gehörte dann seit königlich polnischer Regierungszeit (1561–1629) zur erbgesessenen Ritterschaft in Livland.
Der königlich schwedische Obrist sowie Mitherr auf Kersel und Willust in Estland, sowie auf Barden in Schweden, Wilhelm Bock (* 1618; † 1689), wurde 1689 in Schweden naturalisiert und bei der Adelsklasse der schwedischen Ritterschaft als Bock från Lachmes introduziert (sub Nr. 1174).
Die Immatrikulation in die livländischen Adelsmatrikel erfolgte im Jahre 1745 (sub Nr. 56) für das Gesamtgeschlecht. Die Immatrikulation bei der Ritterschaft in Estland erfolgte am 15. Februar 1818 für Heinrich von Bock (1771–1863), Herr auf Kersel und Heinrich Berend Wilhelm von Bock (1781–1857), Herr auf Sellie.

## Historischer Güterbesitz

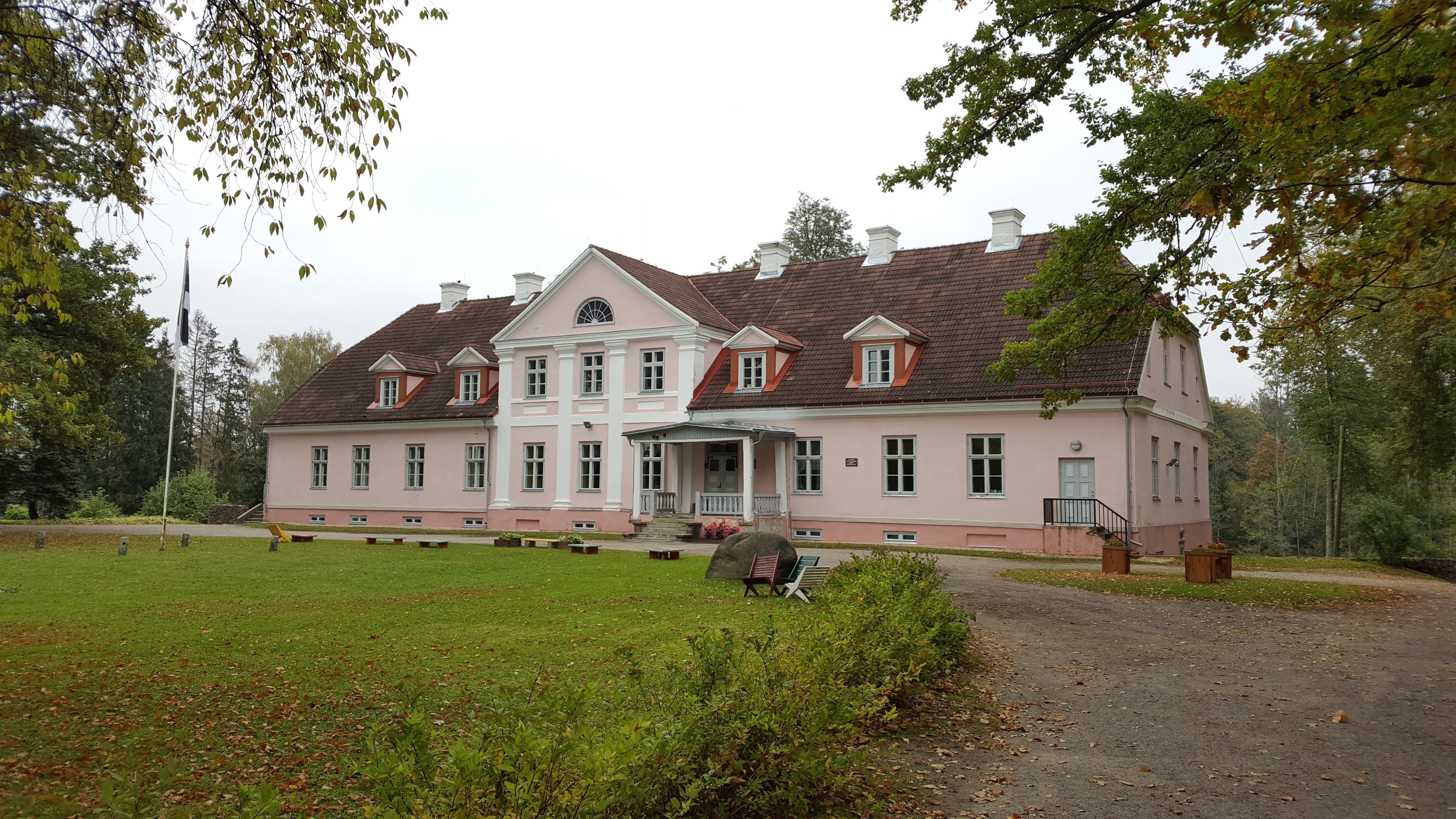
Herrenhaus Lachmes (2017)

Die Familie besaß nachstehende Güter in Estland:
Alexandershof (1891–1899) im Kirchspiel Pölwe; Arrohof (1796–1820) im Kirchspiel Nüggen; Neu Bornhusen (1833–1919) im Kirchspiel Hallist; Engdes (1866–1876) und Nömme (1817–1829) im Kirchspiel Klein St. Marien; Enge (1866–1876) und Lachmes (1599–1919) im Kirchspiel Groß St. Johannis; Kechtel (1730–1772) im Kirchspiel Rappel; Kersel (1679–1919), Schwarzhof (1741–1912), Willust (1679–1799) im Kirchspiel Paistel; Alt Köllitz, (1861– ante 1873) im Kirchspiel Cannapäh; Kuckulin (1853–1860) im Kirchspiel Ecks; Ledis (1842–1854), Restfer (1828–1854) und Waimastfer (1799–1817) im Kirchspiel Lais; Ninigal (1732–1919) im Kirchspiel Fellin–Land; Paenküll (1777–1822) im Kirchspiel Merjama; Sellie im Kirchspiel St. Simonis; Woiseck (1748–1837) im Kirchspiel Klein St. Johannis

## Wappen
Das Stammwappen zeigt einen rechtssteigenden roten Hirsch frei im Schilde. Auf dem Helm mit rot-silbernen Decken über einem rotsilbern bewulsteten, der Hirsch wachsend. Gelegentlich wurde der Schild auch Silber Tingiert. Der grüne Grund kam erst mit Hupel hinzu. Die Familie orientiert sich jedoch, am Wappen wie es bei der Immatrikulierung 1747 blasoniert wurde.

Das Wappen in historischen Abbildungen
Wappen der schwedischen Bock fran Lachmes nach Gritzner. Bei der Naturalisierung in Schweden 1689 wurde das verliehene Wappen erheblich verändert.
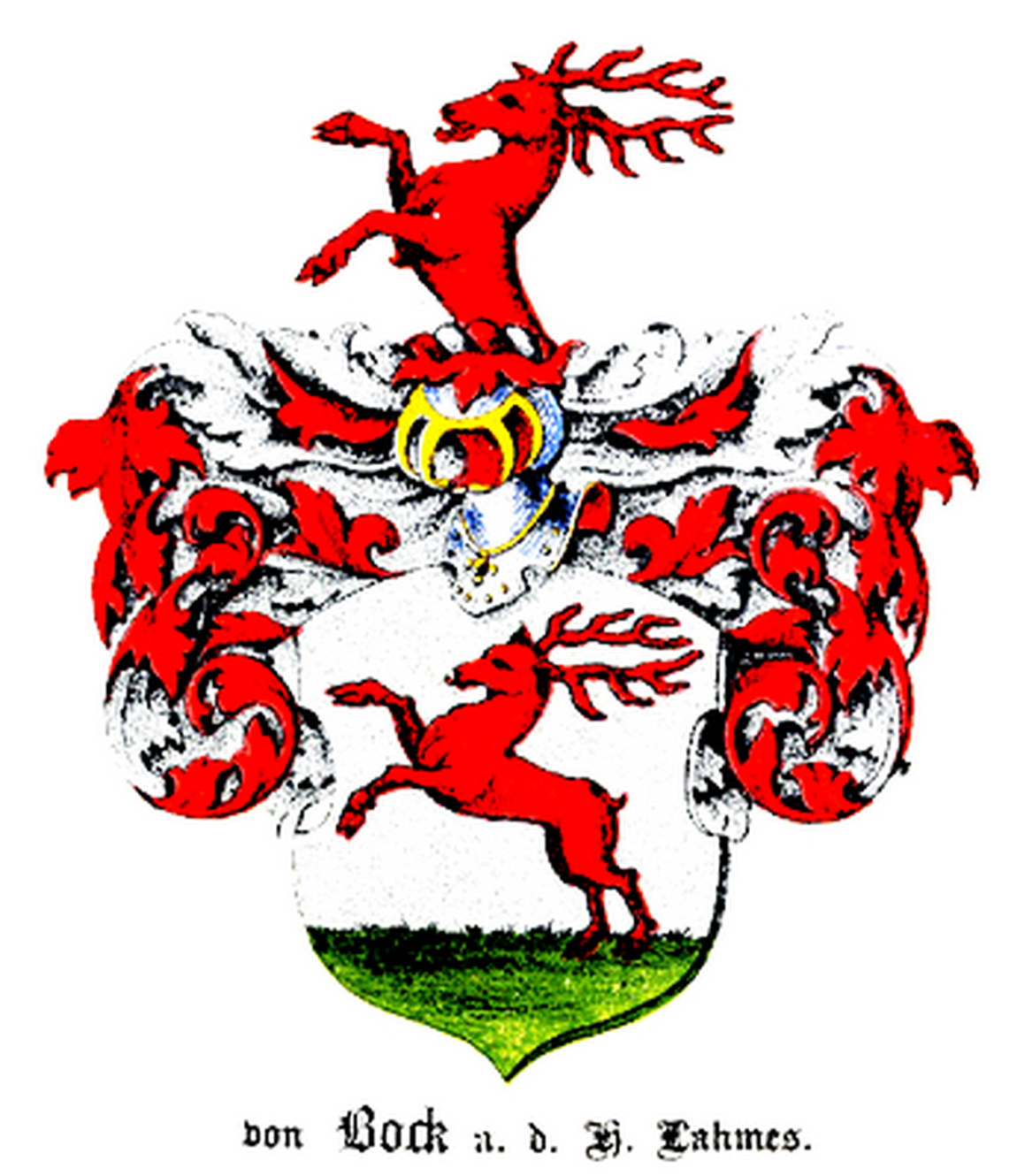
Wappen der Bock a.d.H. Lachmes entsprechend Immatrikulation bei der Estländischen Ritterschaft 1818

## Namensträger
- Berend Johann von Bock (* 1701; † 1769), 1742–1769 livländischer Landrat, pernauer Oberkirchenvorsteher und 1745 Landesdeputierter in St. Petersburg
- Gustav Jacob von Bock (* 1730; † 1768), kaiserlich russischer General
- Georg Karl Heinrich von Bock (* 1758; † 1812), der schöne Kreismarschall, kaiserlich russischer Kapitänleutnant der Leibgarde Katharina II. der Großen, Hofrat, Verwalter der Kriegslazarette, führte die erste Dreschmaschine in Russland ein, Besitzer der ersten russischen Spiegel- und Glasfabrik
- Heinrich August von Bock (* 1771; † 1863), 1817–1820 Landrichter in Pernau, 1819 Ritter des St. Wladimir Ordens IV. Klasse, 1827–1847 livländischer Landrat, Autor zu landespolitischen Themen
- Timotheus Eberhard von Bock (* 1787; † 1836), kaiserlich russischer Rittmeister der Gardehusaren und Dissident
- Woldemar Bernhard Wilhelm Georg Heinrich von Bock (* 1816; † 1903), Vizepräsident des livländischen Hofgerichts zu Riga und Komponist
- Heinrich Anton Hermann Karl Peter Moritz von Bock (* 1818; † 1903), 1867–1872 und 1884–1887 livländischer Landrat, 1872–1884 livländischer Landmarschall, kaiserlich russischer Kammerherr, Wirklicher Staatsrat, Ritter des Stanislaus-Ordens I. Klasse
- Georg von Bock (* 1818; † 1876), Vizeadmiral in der kaiserlich russischen Marine
- Gustav Wilhelm von Bock (* 1823; † 1900), Architekt, unter anderem der Universitätskirche in Dorpat
- Friedrich Wilhelm von Bock (* 1824; † 1904), kaiserlich russischer Wirklicher Staatsrat und Bürgermeister von Dorpat
- Prof. Alexander Friedrich von Bock (* 1829; † 1895), kaiserlich russischer Wirklicher Staatsrat, Bildhauer, Professor der Skulptur an der Akademie der Künste in St. Petersburg, Ritter des St. Wladimir Ordens III. Klasse
- Wladimir von Bock (* 1850; † 1899), kaiserlich russischer Wirklicher Staatsrat, Archäologe und Koptologe